# Файтсбронн
Файтсбронн (нім. Veitsbronn) — громада в Німеччині, розташована в землі Баварія. Підпорядковується адміністративному округу Середня Франконія. Входить до складу району Фюрт. Центр об'єднання громад Файтсбронн.
Площа — 16,16 км2. Населення становить 6735 ос. (станом на 31 грудня 2020).

## Галерея

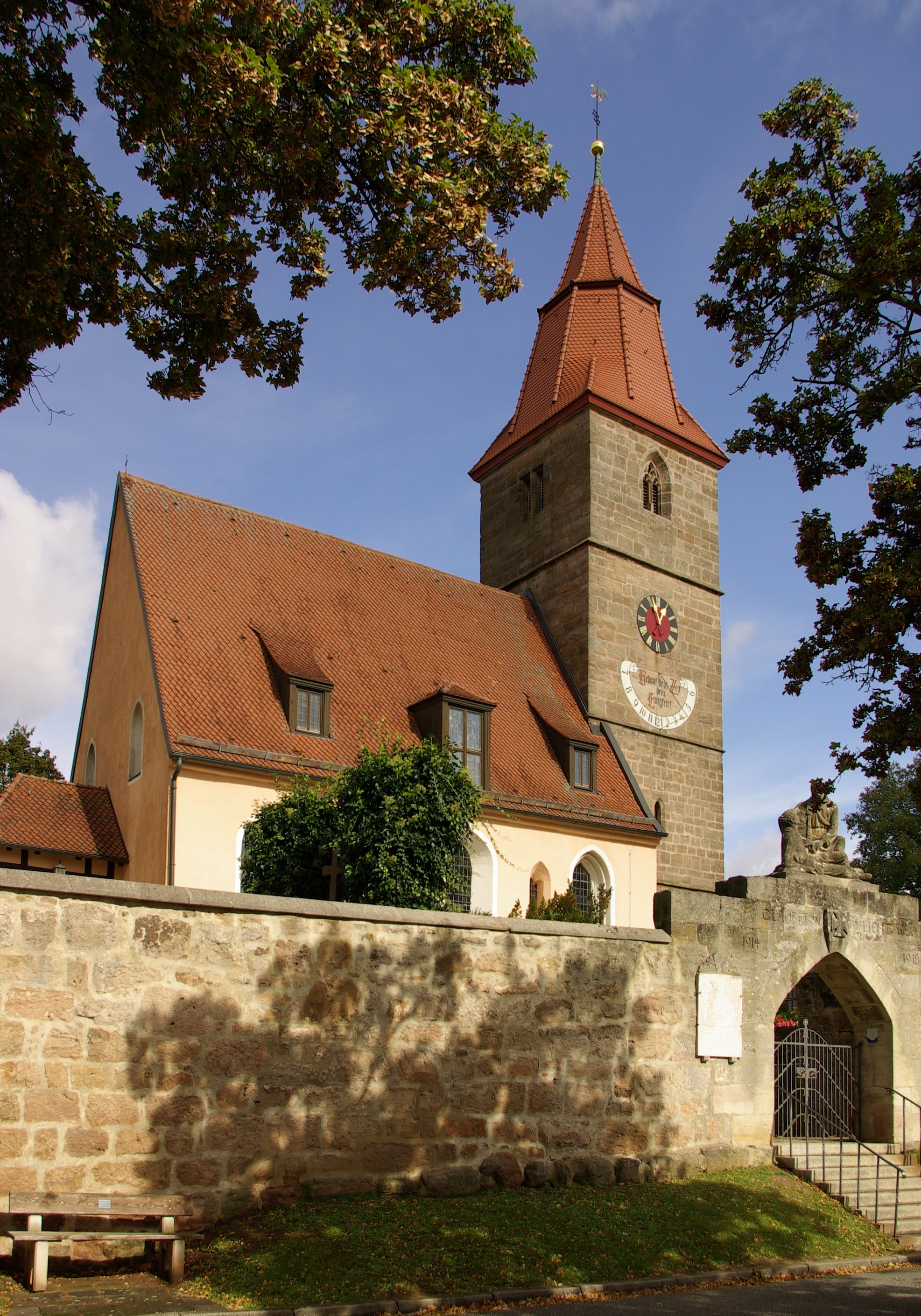
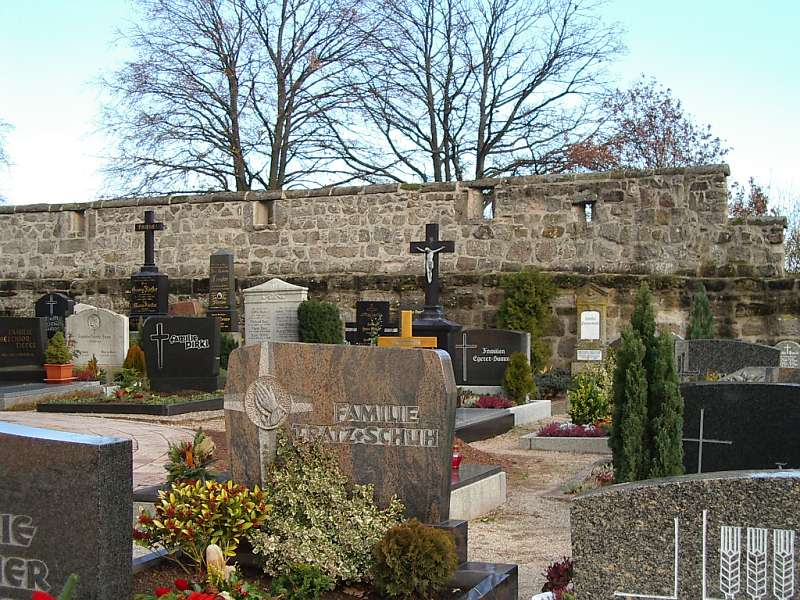